# Meeresautobahn
Das Konzept der Meeresautobahn (englisch Motorways of the Sea) ist eine Variante des kombinierten Verkehrs. Außer Zubringer- und Abbringerverkehr findet der Großteil des Transportwegs auf dem Meer statt. Mit dem Konzept würden Straße und Schiene von Durchgangsverkehr entlastet, da der internationale Güterverkehr zum Teil die Meeresautobahn benutzen würde. Das Konzept beruht auf einem Vorschlag der Europäischen Kommission für eine Durchführungsverordnung des zweiten EU-Förderprogramms Marco Polo, dem das Europäische Parlament und der Rat der Europäischen Union im Mitentscheidungsverfahren zugestimmt hatte.

## Das Konzept
Der 2004 für die Europäische Union bis zum Jahr 2013 prognostizierte Zuwachs im Straßengüterverkehr beträgt mehr als 60 Prozent, und für die zehn neueren Mitgliedstaaten wird dessen Verdoppelung bis zum Jahr 2020 erwartet. Die Folgen wären Verkehrsstaus, Umweltzerstörung, Unfälle und die Gefahr des Verlusts der Wettbewerbsfähigkeit der europäischen Industrie, die für das Management von Versorgungsketten auf kosteneffiziente und zuverlässige Verkehrssysteme angewiesen ist. Als Ausweg plant die Europäische Kommission die Verlagerung des Güterverkehres zum Teil auf das Meer. Geeignete Häfen an strategisch günstigen Punkten sollten dabei über qualitativ hochwertige Seewege miteinander verbunden werden.
Laut Verordnungsentwurf sollten bis 2010 vier Korridore eingerichtet werden. Die Ostsee-Anrainer sollten dabei mit den Staaten in Zentral- und Westeuropa verbunden werden. Der zweite Korridor würde entlang der Atlantikküste führen und so die Pyrenäen umgehen. Der dritte würde im Mittelmeer Spanien, Frankreich, Italien und Malta miteinander verbinden, während der vierte schließlich die Verbindung von Slowenien bis Zypern sicherstellt.

## Praxis
In Italien wurde von 2007 bis 2009 eine Ausgleichszahlung in Höhe von 170 Millionen Euro an Spediteure ausgezahlt. Von 1,2 Millionen LKW jährlich wurden durch diese ökologische Subvention die Fähren entlang der Küsten genutzt. Das Budget für Marco Polo II (2007–2013) betrug 450 Millionen Euro.

## Hintergrund
Dieses Konzept würde das komplette europäische Transportnetzwerk integrieren. Lkw mit Gütern, Container mit Eisenbahnladungen oder Züge könnten nach Ankunft im Zielland ihre Fahrt fortsetzen. Neben der nahtlosen Integration der Überland-Transporte ist die Auswahl der Häfen anhand ihrer Infrastruktur wichtig. Ideal sind perfekte Anschlüsse an das Straßennetz, das Schienennetz und Binnenwasserstraßen.
Dass die Europäische Kommission den Weg der Meeresautobahnen geht, hat auch preisliche Hintergründe. Der Bau von vier Schiffen, die für die Meereskorridore in Frage kommen, würde 400 Millionen Euro kosten, ein Eisenbahntunnel durch die Pyrenäen zum Transport von Lkw dagegen sechs Milliarden Euro. Ein weiterer Pluspunkt ist die Vermeidung von Rückstaus an den Grenzübergängen.
Unterstützend kann das neue europäische Satelliten-Navigationssystem Galileo mit großer Präzision die Transportkontrolle leisten. Es wird Spediteuren und Behörden die Möglichkeit geben, die Position einer Ladung zielgenau zu jeder Zeit bestimmen zu können.

## Mögliche Auswirkungen
Viele Regionen Europas liegen abseits der großen Transportkorridore und können ihr wirtschaftliches Potenzial nicht vollständig ausschöpfen. Die Meeresautobahnen hätten einen großen Mehrwert für den Güterverkehr und sind damit besonders für entlegene Regionen und Inseln eine Chance. Natürliche Barrieren wie Gebirge könnten umgangen und so kürzere Transportwege realisiert werden. Das hilft den Regionen möglicherweise, sich wirtschaftlich zu entwickeln und unabhängig von Wetterbedingungen wettbewerbsfähig zu sein.
Das Konzept könnte neue Arbeitsplätze schaffen und die Möglichkeiten der Regionen einbringen. Die Konzentration der Wirtschaft auf bestimmte Gebiete würde vermieden werden und so für wirtschaftliche Entwicklung aller Regionen sorgen. Bevölkerungsschwund und Verstädterung würde entgegengewirkt werden und durch Verbesserung der Infrastruktur mehr Wohlstand geschaffen. Dadurch und durch Entlastung der Straßen könnte zudem die Lebensqualität der Bürger erhöht werden.